# Albert Björck
Albert Wilhelm Björck, född 17 augusti 1812 i Göteborg, död där 23 juli 1885, var en svensk jurist och politiker samt riksdagsledamot i borgarståndet 1850–1866 och i andra kammaren 1867–1869.
Halvbror till Gustaf Daniel Björck och bror till Adolf Leopold Björck. Han blev student vid Uppsala universitet 1829, undergick 1830 examen för inträde i rättegångsverken och fick 1835 en underordnad plats vid rådhusrätten i sin födelsestad. Med denna tjänst förenade han en vidsträckt verksamhet som advokat. 1843 befordrades han till civilnotarie vid dåvarande kämnärsrätten (lägsta domstolen) i Göteborg, 1844 valdes han till rådman i denna stad, och 1871 tillträdde han justitieborgmästar-ämbetet Göteborg, från vilken befattning han 1883 tog avsked. Efter att ha varit ledamot i statsrevisionen 1847 utsågs han till en av sin födelsestads representanter i borgarståndet vid riksdagen 1850–1851 och bibehöll detta uppdrag under alla de följande ståndsriksdagarna.
Efter representationsförändringen var han Göteborgs representant i andra kammaren under den första valperioden. 1850–1851 var han suppleant i konstitutions-, banko- och bevillningsutskotten; 1853–1854 var han ledamot i konstitutionsutskottet och författade då den reservation, som ledamöterna av borgar- och bondestånden avgav mot utskottets utlåtande i dechargefrågan. Vid alla de följande riksdagarna var han medlem av statsutskottet. 1860–1868 var han bankofullmäktig och 1868 ledamot av det första lagtima kyrkomötet. Dessutom satt Björck i två av kungen förordnade kommittéer, den ena för sjöförsvaret (1863), den andra för unionsangelägenheter (1865). Björck var en av dem, som verksammast arbetade för den gamla fyrståndsrepresentationens ombildning.
Under riksdagen 1853–1854 framlade han ett förslag till ändring i grunderna för borgarståndets representation, vann väl icke gehör för alla däri förekommande nyheter, men bragte dock saken därhän, att inträde i ståndet bereddes husägarna i städerna – en genomgripande förändring, som bröt ståndsprincipen och röjde väg för det nya representationssättet. Med ett sådant mål som representationens ombildning för ögonen och illa berörd av styrelsens fasthållande vid sitt system, kom han att sluta sig till oppositionen, vilken inom borgarståndet, när han inträdde där, räknade Johan Tore Petré och Lars Billström bland sina mest framstående medlemmar. Snart steg Björck fram i de styrande männens led, och vid de sista ståndsriksdagarna hade hans ord mycket ofta en avgörande betydelse. Vid kyrkomötet föreslog han flera åtgärder i syfte att skilja staten och kyrkan samt att upphäva skolans beroende av kyrkan, genom religionsundervisningens fullständiga överflyttande från skolan till prästerskapet. Han dog i Göteborg 23 juli 1885.